# Prionomitus vicinus
Prionomitus vicinus är en stekelart som beskrevs av Hoffer 1963. Prionomitus vicinus ingår i släktet Prionomitus och familjen sköldlussteklar.
Artens utbredningsområde är Tjeckien. Inga underarter finns listade i Catalogue of Life.